# Archaeonectrus rostratus
L'archeonectro (Archaeonectrus rostratus) è un rettile marino estinto, appartenente ai plesiosauri. Visse nel Giurassico inferiore (Sinemuriano, circa 190 milioni di anni fa); i suoi resti sono stati ritrovati in Inghilterra e forse in Siberia.

## Descrizione
Lungo poco meno di quattro metri, questo animale era un predatore marino dalle caratteristiche ben adattate all'ambiente acquatico. Il corpo era piuttosto appiattito e tozzo, mentre le zampe erano trasformate in pinne; quelle anteriori erano un po' più corte di quelle posteriori. La coda era corta e dotata di vertebre compresse verticalmente, a suggerire la presenza di una pinna caudale. Il cranio era lungo e dotato di fauci molto grandi, con denti conici appuntiti e curvati all'indietro. Il collo era insolitamente corto, ed era lungo solo una volta e mezzo il cranio.

## Classificazione
Non è chiaro a quale gruppo di plesiosauri appartenesse l'archeonectro; potrebbe essere stato il più antico rappresentante di quel gruppo noto come pliosauroidi, dotati di collo corto e crani lunghi, come farebbero ipotizzare alcune caratteristiche (oltre a cranio e collo, anche le zampe anteriori più corte). È anche possibile, però, che questo animale abbia sviluppato queste caratteristiche indipendentemente dai pliosauri veri e propri, e che questo sia un caso di convergenza evolutiva. Le caratteristiche vertebre compresse erano già state notate nel 1865 da Richard Owen, che descrisse per primo questo animale ritenendolo un appartenente del genere Plesiosaurus. Secondo alcuni studi cladistici recenti (Benson e Druckenmiller, 2013) Archaeonectrus sarebbe un rappresentante dei romaleosauridi, un gruppo di plesiosauri primitivi caratterizzati da collo moderatamente allungato e da una testa piuttosto grande.

## Stile di vita

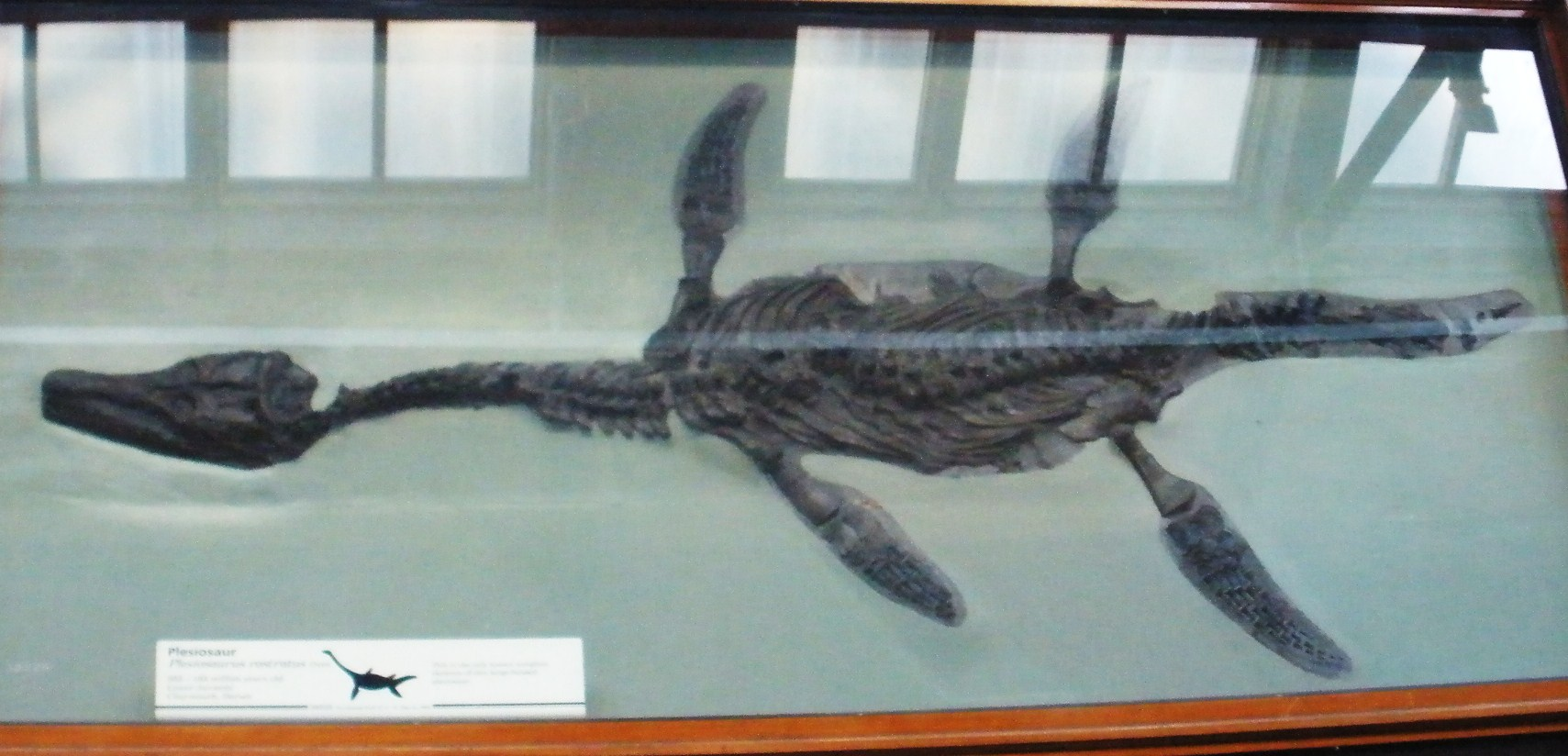
Fossile di Archaeonectrus rostratus

Senza dubbio l'archeonectro era un predatore marino piuttosto efficiente; rispetto ad altri plesiosauri primitivi del periodo (come Attenborosaurus), è probabile che Archaeonectrus fosse più specializzato nel cacciare prede di grosse dimensioni. I resti fossili sono stati ritrovati nella formazione di Charmouth, in Inghilterra, che all'epoca ospitava una regione subtropicale.